# Mart Louwers
Mart Louwers (Nimega, 4 de febrer de 1982) és un ciclista neerlandès, que competí de 1999 a 2004.

## Palmarès
- 2001
  -  Campió dels Països Baixos de contrarellotge sub-23
  - 1r al Gran Premi de les Nacions sub-23
- 2002
  - 1r a l'Olympia's Tour